# Mark Spicoluk
Mark "London" Spicoluk (* 1979, Edmonton, Alberta, Kanada) je kanadský hudebník s ukrajinskými kořeny. Byl baskytaristou skupiny Closet Monster až do jejího posledního vystoupení 8. prosince 2005. Předtím hrál rovněž s Avril Lavigne a Sum 41. Účinkoval ve videoklipech hitů Avril Lavigne „Sk8er Boy“ a „Complicated“.
Zakladatel indie punk rockového vydavatelství Underground Operations.